# جيرمين دوبري
جيرمين دوبري مولدين (بالإنجليزية: Jermaine Dupri)‏ (المولود في 23 سبتمبر 1972)، والمعروف باسم جيرمين دوبري أو اختصاراً ج.د (JD)، هو مغني هيب هوب أمريكي ومكتشف نجوم الغناء، ومنتج ، وكاتب اغان. ولد في آشفيل بولاية نورث كارولينا وترعرع في مدينة أتلانتا. عمل مع عدة نجوم أمريكيين في الغناء وأنتج لاوشر كريس كروس، ماريا كاري، جاي زي، نيللي، مونيكا، دا برات، اكس سكيب، جاغد ايدج، جانيت جاكسون، تي ال سي، اريثا فرانكلين، لوداكريس، أليسيا كيس، وباو واو.

## روابط خارجية
- جيرمين دوبري على موقع IMDb (الإنجليزية)
- جيرمين دوبري على موقع ألو سيني (الفرنسية)
- جيرمين دوبري على موقع ميوزك برينز (الإنجليزية)
- جيرمين دوبري على موقع إن إن دي بي (الإنجليزية)
- جيرمين دوبري على موقع أول ميوزيك (الإنجليزية)
- جيرمين دوبري على موقع ديسكوغز (الإنجليزية)
- جيرمين دوبري على موقع قاعدة بيانات الفيلم (الإنجليزية)